# Artichauts à la barigoule
Artichauts à la barigoule ist ein französischer Begriff, der eine besondere Zubereitungsmethode für gefüllte, geschmorte Artischocken beschreibt. Barigoule ist eigentlich der provenzalische Name für Milchpilze, der früher ausschließlich im Rezept verwendet wurde. Ursprünglich wurden die Artischocken wie Pilze zubereitet, also am Boden flach abgeschnitten, mit Öl beträufelt und gebraten. Provenzalische Köche entwickelten daraufhin eine Füllung aus Schinken und Pilzen für die Artischocken.